# A Zempléni-hegység növényfajainak listája
A Zempléni-hegység területén több növényfaj él. Ez a lista ezen növényfajok nemzetségek szerint való csoportosítása.

## Csoportosításra vár
A Zempléni-hegység területén élő növényfajok a következők: fehér tippan (Agrostis stolonifera), erdei angyalgyökér (Angelica sylvestris), parlagi macskatalp (Antennaria dioica), borjúpázsit (Anthoxanthum odoratum), nyúlszapuka (Anthyllis vulneraria), északi fodorka (Asplenietum septentrionale), aranyos fodorka (Asplenium trichomanes), csillagőszirózsa (Aster amellus),  gyapjas őszirózsa (Aster oleifolius), gyapjas csűdfű (Astragalus dasyanthus), nagy völgycsillag (Astrantia major), erdei hölgypáfrány (Athyrium filix-femina), Katalin-moha (Atrichum undulatum), nadragulya (Atropa belladonna), (Aulacomnium palustre), erdei sédbúza (Avenella flexuosa), gömbtokú moha (Bartramia pomiformis), közönséges nyír (Betula pendula), fenyérfű (Botriochloa ischaemum), sokcimpájú holdruta (Botrychium multifidum), erdei szálkaperje (Brachypodium sylvaticum), közepes rezgőfű (Briza media), ezüstmoha (Bryum argenteum), erdei gyöngyköles (Buglossoides purpureo-coerula), (Calliergon cuspidatum), hegyes moha (Calliergonella cuspidata), csarab (Calluna vulgaris), baracklevelű harangvirág (Campanula persicifolia), terebélyes harangvirág (Campanula patula), (Campylium polygamum), közönséges dercevirág (Cardaminopsis arenosa), szártalan bábakalács (Carlina acaulis), útszéli imola (Centaurea micranthos), parázsmoha (Ceratodon purpureus), érdes tócsagaz (Ceratophyllum demersum), fűszeres baraboly (Chaerophyllum aromaticum), buglyos zanót (Chamaecytisus austriacus), parajlibatop (Chenopodium
bonus-hemricus), faluszéli libatop (Chenopodium urbicum), ernyős körtike (Chimaphila umbellata), aranyos veselke (Chrysosplenium alternifolium), gyapjas aszat (Cirsium eriophorum), mocsári aszat (Cirsium palustre), csermelyaszat (Cirsium rivulare), havasi iszalag (Clematis alpina), fácskamoha (Climacium dendroides), húsos som (Cornus mas), veresgyűrű som (Cornus sanguinea), pannon madárbirs (Cotoneaster matrensis), fekete madárbirs (Cotoneaster niger), tátorján (Crambe tataria), magyar zörgőfű (Crepis pannonica), (Cruciata verna), barna palka (Cyperus fuscus), széleslevelű ujjaskosbor (Dactylorhiza majalis), háromfogfű (Danthonia decumbens), farkasboroszlán (Daphne mezereum), gyepes sédbúza (Deschampsia cespitosa), barátszegfű (Dianthus carthusianorum), dunai szegfű (Dianthus collinus), közönséges seprűmoha (Dicranum scoparium), (Dicranum undulatum), nagyezerjófű (Dictamnus albus), erdei pajzsika (Dryopteris filix-mas), piros kígyószisz (Echium maculatum), apró csetkáka (Eleocharis acicularis), erdei zsurló (Equisetum sylvaticum), mocsári nőszőfű (Epipactis palustris), keskenylevelű gyapjúsás (Eriophorum angustifolium), széleslevelű gyapjúsás (Eriophorum latifolium), halványsárga repcsény (Erysimum wittmannii), erdei kutyatej (Euphorbia amygdaloides), farkas kutyatej (Euphorbia cyparissias), színeváltó kutyatej (Euphorbia epithymoides), bibircses kecskerágó (Euonymus verrucosus), juhcsenkesz (Festuca ovina), réti csenkesz (Festuca pratensis), sziklai csenkesz (Festuca pseudodalmatica), vörös csenkesz (Festuca rubra), pusztai csenkesz (Festuca rupicola), vékony csenkesz (Festuca valesiaca), réti legyezőfű (Filipendula ulmaria), magas kőris (Fraxinus excelsior), erdei sárgaárvacsalán (Galeobdolon luteum), szürke galaj (Galium glaucum), közönséges galaj (Galium mollugo), Szent László-tárnics (Gentiana cruciata), kornistárnics (Gentiana pneumonanthe), (Gentianella amarellam), mocsári gólyaorr (Geranium palustre), nehézszagú gólyaorr (Geranium robertianum), piros gólyaorr (Geranium sanguineum), réti kardvirág (Gladiolus imbricatus), iszapgyopár (Gnaphalium uliginosum), (Grimmia muehlenbeckii), (Hedwigia albicans), (Hedwigia ciliata),  közönséges napvirág (Helianthemum ovatum), rezes hölgymál (Hieracium aurantiacum), ezüstös hölgymál (Hieracium pilosella), olasz hölgymál (Hieracium sabaudum), békatutaj (Hydrocharis morsus-ranae), emeletes moha (Hylocomium proliferum),  ciprusmoha (Hypnum cupressiforme), erdei nebáncsvirág (Impatiens noli-tangere), kardlevelű peremizs (Inula ensifolia), hengerfészkű peremizs (Inula germanica), borzas peremizs (Inula hirta), fűzlevelű peremizs (Inula salicina), magyar nőszirom (Iris aphylla subsp. hungarica), szibériai nőszirom (Iris siberica), tarka nőszirom (Iris variegata), erdei galambvirág (Isopyrum thalictroides), hegyi kékcsillag (Jasione montana), sárga kövirózsa (Sempervivum globiferum subsp. hirtum), (Juncus bufonius), békaszittyó (Juncus effusus), deres szittyó (Juncus inflexus), réti lednek (Lathyrus pratensis), apró békalencse (Lemna minor), keresztes békalencse (Lemna trisulca), fehérlő vánkosmoha (Leucobryum glaucum), közönséges fagyal (Ligustrum vulgare), angolperje (Lolium perenne), fehér perjeszittyó (Luzula luzuloides), kígyózó korpafű (Lycopodium annotinum), lapos korpafű (Lycopodium complanatum), tölcséres korpafű (Lycopodium tristachyum), pénzlevelű lizinka (Lysimachia nummularia) , közönséges lizinka (Lysimachia vulgaris), árnyékvirág (Majanthemum bifolium), európai struccpáfrány (Matteuccia struthiopteris), réti csormolya (Melampyrum pratense), lómenta (Mentha longifolia), gyöngyperje (Melica ciliata), erdei szélfű (Mercurialis perennis), magyar kőhúr (Minuartia hirsuta subsp. frutescens), egyvirágú kiskörtike (Moneses uniflora), mocsári nefelejcs (Myosotis palustris), apró nefelejcs (Myosotis stricta), szőrfű (Nardus stricta), közönséges kígyónyelv (Ophioglossum vulgatum), agárkosbor (Orchis morio), bíboros kosbor (Orchis purpurea), bodzaszagú ujjaskosbor (Orchis sambucina), erdei madársóska (Oxalis acetosella), fehérmájvirág (Parnassia palustris), baracklevelű keserűfű (Persicaria maculosa), zöld pántlikafű (Phalaris arundinacea), (Philonotis fontana), gumós macskahere (Phlomis tuberosa), erdei varjúköröm (Phyteuma spicatum), nagy útifű (Plantago major), egynyári perje (Poa annua), ligeti perje (Poa nemoralis), magyar perje (Poa pannonica), réti perje (Poa pratensis), sovány perje (Poa trivialis), édesgyökerű páfrány (Polypodium vulgare), pillás szőrmoha (Polytrichum piliferum), fehér nyár (Populus alba), rezgő nyár (Populus tremula), (Porella platyphylla), homoki pimpó (Potentilla arenaria), vörösszárú pimpó (Potentilla heptaphylla), henye pimpó (Potentilla supina), csepleszmeggy (Prunetum fruticosa), vadcseresznye (Prunus avium), sajmeggy (Prunus mahaleb), kökény (Prunus spinosa), törpe mandula (Prunus tenella), halvány gyopár (Pseudognaphalium luteo-album), leánykökörcsin (Pulsatilla grandis), hegyi kökörcsin (Pulsatillo montana), (Quercus dalechampii), kocsánytalan tölgy (Quercus petraea), erdélyi kocsánytalan tölgy (Quercus polycarpa), molyhos tölgy (Quercus pubescens), kocsányos tölgy (Quercus robur), (Racomitrium canescens), hamuszínű moha (Rhacomitrium canescens), (Rhytidium rugosum),  havasi ribiszke (Ribes alpinum), parlagi rózsa (Rosa gallica), havasalji rózsa (Rosa pendulina), jajrózsa (Rosa spinosissima), csigolya bokorfűz (Salix purpurea), fehér fűz (Salix alba), füles fűz (Salix aurita), hamvas fűz (Salix cinerea), parti fűz (Salix elaeagnos), törékeny fűz (Salix fragilis), mandulalevelű fűz (Salix triandra), kosárkötő fűz (Salix viminalis), enyves zsálya (Salvia glutinosa), ligeti zsálya (Salvia nemorosa), mezei zsálya (Salvia pratensis), vízi rucaöröm (Salvinia natans), fürtös bodza (Sambucus racemosa), őszi vérfű (Sanguisorba officinalis), fürtös kőtörőfű (Saxifraga paniculata), közönséges erdeikáka (Scirpus sylvaticus), nagylevelű koronafürt (Securigera elegans), tarka koronafürt (Securigera varia), borsos varjúháj (Sedum acre), bablevelű varjúháj (Sedum maximun), rózsás kövirózsa (Sempervivum marmoreum), szürke gurgolya (Seseli osseum), lisztes berkenye (Sorbus aria), madárberkenye (Sorbus aucuparia), barkócaberkenye (Sorbus torminalis), csavart tőzegmoha (Sphagnum contortum), csónakos tőzegmoha (Sphagnum palustre), karcsú tőzegmoha (Sphagnum recurvum), láperdei tőzegmoha (Sphagnum teres), szirti gyöngyvessző (Spiraea media), bojtos békalencse (Spirodela polyrrhiza), kunkorgó árvalányhaj (Stipa capillata), bozontos árvalányhaj (Stipa dasyphylla), hegyi árvalányhaj (Stipa joannis), csinos árvalányhaj (Stipa pulcherrima), hosszúlevelű árvalányhaj (Stipa tirsa),  réti ördögharaptafű (Succisa pratensis), sátoros margitvirág (Tanacetum corymbosum), kései pitypang (Taraxacum serotinum), sarlós gamandor (Teucrium chamaedrys), tőzegpáfrány (Thelypteris palustris), hegyi kakukkfű (Thymus
pulegioides), kislevelű hárs (Tilia cordata), nagylevelű hárs (Tilia platyphalla), gömböskosbor (Traunsteinera globosa), aranyzab (Trisetum flavescens), martilapu (Tussilago farfara), hegyi szil (Ulmus glabra,), nagy csalán (Urtica dioica), közönséges rence (Utricularia vulgaris), fekete áfonya (Vaccinium myrtillus), orvosi veronika (Veronica officinalis), tavaszi veronika (Veronica verna), ostorménfa (Viburnum lantana), kányabangita (Viburnum opulus), kaszanyűg bükköny (Vicia cracca), kis meténg (Vinca minor) , szurokszegfű (Viscaria vulgaris), erdei berkipimpó (Waldsteinia geoides), vízidarahínár (Wolffietum arrhizae), hegyi szirtipáfrány (Woodsia ilvensis).

## Növényfajok listája
A bekezdések címei a növénynemzetségek neveit tartalmazzák.

### Juhar(Acer)
- (Acer campestre) mezei juhar
- (Acer platanoides) korai juhar
- (Acer tataricum) tatár juhar

### Cickafark(Achillea)
- (Achillea ptarmica) kenyérbél cickafark

### Sisakvirág(Aconitum)
- (Aconitum anthora) méregölő sisakvirág
- (Aconitum molda-vicum) kárpáti sisakvirág

### Hérics(Adonis)
- (Adonis vernalis) tavaszi hérics

### (Alliaria)
- (Alliaria petiolata) hagymaszagú kányazsombor

### Hagyma(Allium)
- (Allium montanum) hegyi hagyma

### Éger(Alnus)
- (Alnus glutinosa) mézgás éger

### Szellőrózsa(Anemone)
- (Anemone sylvatica)

### Üröm(Artemisia)
- (Artemisia pontica) bárány üröm

### (Cardamine)
- (Cardamine bulbifera) hagymás fogasír
- (Cardamine glanduligera) ikrás fogasír

### Sás(Carex)
- (Carex brizoides) rezgő sás
- (Carex diandra) hengeres sás
- (Carex flava) sárga sás
- (Carex lepidocarpa) pikkelyes sás
- (Carex montana) hegyi sás
- (Carex nigra) fekete sás
- (Carex otrubae) berki sás
- (Carex pilosa) bükksás
- (Carex remota) ritkás sás
- (Carex tomentosa) molyhos sás
- (Carex vulpina) rókasás

### Salamonpecsét(Polygonatum)
A Magyarországon őshonos négy faja közül három megtalálható a Zempléni-hegység területén.
- (Polygonatum latifolium) széleslevelű salamonpecsét
- (Polygonatum odoratum) soktérdű salamonpecsét
- (Polygonatum verticillatum) pávafarkú salamonpecsét

### Gyíkfű(Prunella)
- (Prunella vulgaris) közönséges gyíkfű

### Boglárka(Ranunculus)
- (Ranunculus acris) réti boglárka
- (Ranunculus repens) kúszó boglárka

### Lórom(Rumex)
- (Rumex acetosella) juhsóska

### Ibolya(Viola)
- (Viola canina subsp. montana) sovány ibolya
- (Viola tricolor) háromszínű árvácska[3][4]